# Kanton Lagny-sur-Marne
Kanton Lagny-sur-Marne is een kanton van het Franse departement Seine-et-Marne. Het kanton maakt deel uit van het arrondissement Torcy. Het heeft een oppervlakte van 58.9 km² en telt 68 100 inwoners in 2017, dat is een dichtheid van 1156 inwoners/km².

## Gemeenten
Het kanton Lagny-sur-Marne omvatte tot 2014 de volgende 4 gemeenten:
- Gouvernes
- Lagny-sur-Marne (hoofdplaats)
- Pomponne
- Saint-Thibault-des-Vignes

Bij de herindeling van de kantons door het decreet van 18 februari 2014, met uitwerking in maart 2015, werden daar de volgende 10 gemeenten uit het opgeheven kanton Thorigny-sur-Marne aan toegevoegd:
- Carnetin
- Chalifert
- Chanteloup-en-Brie
- Conches-sur-Gondoire
- Dampmart
- Guermantes
- Jablines
- Lesches
- Montévrain
- Thorigny-sur-Marne